# Barnsole
Barnsole est un village anglais situé dans le Kent.